# Karl Gebhardt (Maler)

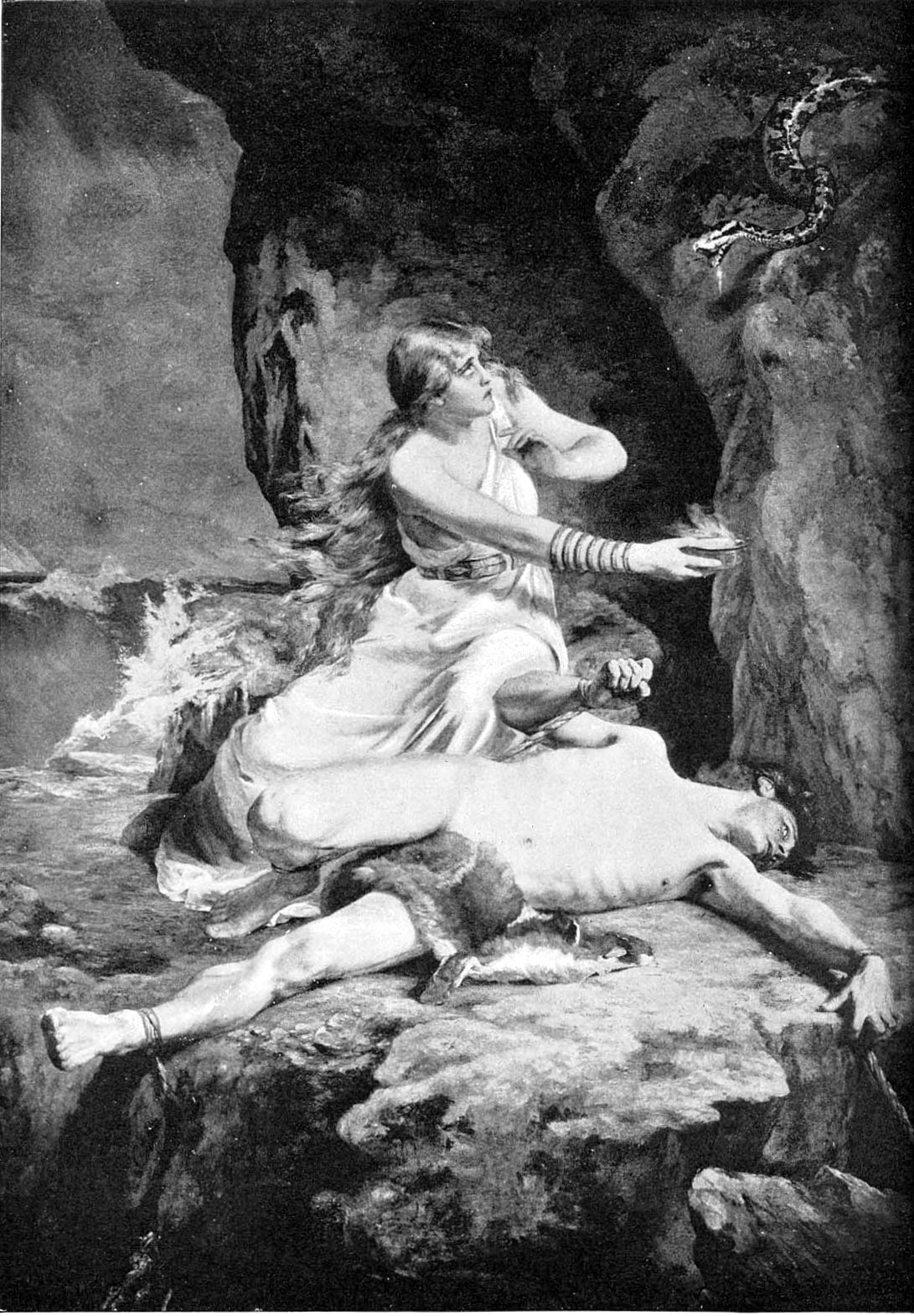
Reproduktion des Gemäldes Loki und Sigyn (1880) von Karl Gebhardt

Karl Gebhardt (* 23. März 1860 in München; † 7. Mai 1917 ebenda) war ein deutscher Historienmaler.

## Leben
Karl Gebhardt war ein Sohn des Malers Karl Max Gebhardt (1834–1915), Bruder von Ignaz Gebhardt und Neffe von Ludwig Gebhardt.
Ab 1875 studierte er Malerei an der Akademie der Bildenden Künste München unter Ludwig von Löfftz und Wilhelm von Lindenschmit dem Jüngeren. 1879 erhielt er für sein Historienbild Hero und Leander ein Stipendium, das er für einen Studienaufenthalt in Rom nutzte. Von 1887 bis 1894 gab er Abendkurse in Aktmalerei („Abendakt“) an der Damenakademie des Münchner Künstlerinnenvereins.
Gebhardt stellte seine Werke zwischen 1883 und 1916 im Münchner und Berliner Glaspalast aus. Er galt als einer der bekanntesten Historienmaler Münchens, wandte sich später auch dem Genre zu. Zu seinem Gesamtwerk gehören außerdem Interieurs in akademischem Stil.

## Werke (Auswahl)
- Hero und Leander, 1879, Öl auf Leinwand, 162 × 252 cm, Bezeichnung „Karl Gebhardt, München 1879“, ab 1880 Sammlung Hamburger Kunsthalle, 1919 Verkauf an Louis Bock & Sohn, Hamburg[2]
- Loki und Sigyn, 1880, Bezeichnung „Karl Gebhardt 1880“, 1880 Ausstellung Dresdener Kunstverein und 1882 Bayrische Landesausstellung in Nürnberg
- Sängers Werbung (junger Sänger, einer Dame zur Laute vorsingend), 1882, Bezeichnung „Karl Gebhardt. München 82“, 1884 Illustration in Die Gartenlaube
- Der Brudermord (Eva über am Boden liegenden Abel gebeugt, daneben an Felsen lehnender reuiger Kain, Gewitterhimmel), Bezeichnung „Karl Gebhardt. München 1883“, 1886 Illustration in Illustrirte Zeitung, Ausstellung 1884 Österreichischer und Dresdener Kunstverein, 1886 Berliner Jubiläumsausstellung (Abbildung im Katalog)
- Tod der Virginia (Virginius tötet Tochter, um sie Appius Claudius zu entreißen), 1883 Internationale Kunstausstellung München (Abbildung im Katalog)
- Ein Königsdrama, 1886 Reproduktion als Lichtdruck
- Grossvaters Freude, 1888 Jubiläumsausstellung München
- Bauernstube in Brixlegg, 1890, Öl auf Leinwand, 25,7 × 33,8 cm, seit 1923 Bayerische Staatsgemäldesammlungen – Neue Pinakothek München, Inventarnummer 9142
- Treppenaufgang in einem Haus in Hall, 1909, Öl auf Leinwand, 32 × 26 cm, seit 1923 Bayerische Staatsgemäldesammlungen – Neue Pinakothek München, Inventarnummer 9143[3]